# Васілев-Скшешевський
Васілев-Скшешевський (пол. Wasilew Skrzeszewski) — село в Польщі, у гміні Репки Соколовського повіту Мазовецького воєводства. Населення — 98 осіб (2011).

## Історія
За даними етнографічної експедиції 1869—1870 років під керівництвом Павла Чубинського, у селі Василів переважно проживали римо-католики, меншою мірою — греко-католики, які здебільшого розмовляли українською мовою.
У 1975—1998 роках село належало до Седлецького воєводства.

## Демографія
Демографічна структура станом на 31 березня 2011 року:
|          | Загалом | Допрацездатний вік | Працездатний вік | Постпрацездатний вік |
| -------- | ------- | ------------------ | ---------------- | -------------------- |
| Чоловіки | 53      | 9                  | 39               | 5                    |
| Жінки    | 45      | 6                  | 27               | 12                   |
| Разом    | 98      | 15                 | 66               | 17                   |